# Paul Fedorowitsch Horaninow
Paul (ou Paulus) Fedorowitsch Horaninow (ou Horaninov)  (1796-1865) foi um botânico russo.
Foi um especialista em pteridophytas, espermatófitas e em micologia. 
É o autor de Prodromus Monographiae Scitaminarum (1862).

## Outros nomes
- Paul (Paulus) Fedorowitsch Ghoryaninov
- Pavel Fedorovich Gorianinov
- Paul (Paulus) Fedorowitsch Horaninov